# Ernest Lichtenberger
Pour les articles homonymes, voir Lichtenberger.
Ernest Lichtenberger, né le 22 septembre 1847 à Strasbourg (Bas-Rhin) et décédé le 4 décembre 1913 à Versailles (Yvelines), est un professeur d'université et germaniste français. 

## Biographie
Ernest Lichtenberger fréquente les lycées de Strasbourg et Louis-le-Grand, puis le collège Sainte-Barbe, d'où il ressort bachelier. Il obtient par la suite une licence, puis, en 1873 l'agrégation d'allemand. Le 4 janvier 1878, il soutient ses deux thèses de doctorat ès lettres à la Faculté de Paris. La première, en français, est une étude des poésies lyriques de Goethe. La deuxième, en latin, s'intéresse aux poèmes de Shakespeare.  
La carrière académique d'Ernest Lichtenberger débute par un poste de professer en lycée, de 1870 à 1874. En 1878, Ernest Lichtenberger devient maître de conférences de littérature étrangère (du Nord) à la Faculté des lettres de Nancy. Deux ans plus tard, il est maître de conférences de langue et littérature germaniques à la Faculté des lettres de Paris (Sorbonne). Il officie en tant que suppléant d'Alfred Mézières à partir de 1881. Il est chargé d'un cours de langue et littérature étrangères à la Faculté des lettres de Paris en 1886, puis devient professeur de littérature étrangère dans cette même faculté en 1899. Il est professeur de langue et littérature allemandes en 1901 et est admis à la retraite en 1907.

## Œuvres
Parmi les ouvrages écrits par Ernest Lichtenberger figurent : 
- Le Faust de Goethe (1911) ;
- Faust devant l'humanité (1905) ;
- Étude sur quelques scènes du Faust de Goethe (1899) ;
- Götz von Berlichingen (1885) avec Ernest Lichtenberger comme Éditeur scientifique ;
- Étude sur les poésies lyriques de Goethe (1882) ;
- Le théâtre de Goethe (1882) ;
- Étude sur les poésies lyriques de Goethe, thèse de doctorat (1878) ;
- De Carminibus Shakesperi cum nova Thorpianae inscriptionis interpretatione, thèse de doctorat (1878)

## Distinctions
En 1878, il reçoit le Prix Bordin de l'Académie française. Ernest Lichtenberger est fait Chevalier de la légion d'honneur en 1897.